# Scott Brown (musicista)
Scott Alexander Brown (Glasgow, 28 dicembre 1972) è un disc jockey e produttore discografico scozzese.
Brown crea, e suona musica Hardcore di diversi generi. È spesso associato al termine Bouncy techno, la sua musica spazia dalla Happy hardcore, Trancecore alla Hardcore mainstyle.
È stato coinvolto pesantemente nell'evoluzione della musica hardcore in Inghilterra sin dai primi anni novanta, introducendo in particolare i beat e il suono potente della musica hardcore olandese negli UK, portando il suono scozzese in Europa.
Alcuni dei suoi pezzi più famosi sono: "Bass be louder", "King of the Beats", "Elysium Plus" e "My Son From New York"
Brown ha prodotto musica sulle sue etichette discografiche (Evolution Records, Evolution Plus, Evolve, 23rd Precinct Music, Evolution Gold, Poosh, Screwdriver and Twisted Vinyl).

## Discografia

### Album
- 1996 - May The Forze Be With You
- 2000 - Hardcore 2000
- 2008 - Livewired

### Raccolte (parziale)
- 1998 - Bonkers 5 - Anarchy In The Universe
- 1998 - The World's Best Essential Happy Hardcore Collection
- 1999 - Gabberbox 11 - 76 Crazy Hardcore Traxx!!!
- 1999 - The History Of Hardcore
- 2000 - Absolute Hardcore 2000
- 2000 - Off Yer Nut!! 2000
- 2001 - The Killer Album
- 2002 - Hardcore: A New Beginning
- 2003 - Hardcorevolution
- 2004 - The Third Wawe
- 2005 - Hardwired
- 2006 - 10 Years of Hardcore
- 2007 - Hard, Fast And Furious
- 2008 - 15 Years Of Terror Traxx
- 2009 - Happy Hardcore Top 100 Best Ever
- 2010 - History Of Rotterdam Hardcore Volume 4
- 2010 - Hardcore Universe - The Ultimate Hardcore Manifest